# 오봉 (동오)
오봉(五鳳)은 중국 손오(孫吳) 폐제(廢帝, 회계왕[會稽王])의 두 번째 연호이다. 254년에서 256년 10월까지 2년 10개월 동안 사용하였다. 253년 11월에 큰 새 5마리가 춘신(春申)에 나타난 것을 계기로 254년에 개원하였다.
같은 시기에 사용된 다른 연호로는 조위(曹魏)에서 사용한 가평(嘉平 : 249년 ~ 254년), 정원(正元 : 254년 ~ 256년), 감로(甘露 : 256년 ~ 260년), 촉한(蜀漢)에서 사용한 연희(延熙 : 238년 ~ 257년)가 있다.

## 연대대조표
| 오봉                | 원년                           | 2년        | 3년                 |
| 서력                | 254년                          | 255년      | 256년               |
| 육십간지 (六十干支) | 갑술(甲戌)                     | 을해(乙亥) | 병자(丙子)          |
| 조위 (曹魏)         | 가평(嘉平) 6년 정원(正元) 원년 | 2년        | 3년 감로(甘露) 원년 |
| 촉한 (蜀漢)         | 연희(延熙) 17년                | 18년       | 19년                |

## 같이 보기
- 다른 왕조의 같은 연호
  - 전한(前漢) 오봉(기원전 57년 ~ 기원전 54년)

- 중국의 연호

| 이전 연호 건흥(建興) | 중국의 연호 손오(孫吳) | 다음 연호 태평(太平) |